# Mijailo Dobkin
Myjailo "Mijaíl" Márkovych Dobkin (en ucraniano: Миха́йло Ма́ркович До́бкін) (nacido el 26 de enero de 1970) es un político ucraniano, exgobernador del óblast de Járkov, exalcalde de la ciudad de Járkov, y el exdiputado de la Rada Suprema de Ucrania. Dobkin es de ascendencia judía.
En 2014, formó una organización Frente Ucraniano, en apoyo al presidente Víktor Yanukóvich, que indica la intención de "limpiar y purificar nuestra tierra ucraniana de los que vienen aquí con los planes para la ocupación". En febrero de 2014, Dobkin abogó por el traslado de la capital de Ucrania desde Kiev a Járkov, y por el establecimiento de una estructura federal de gobierno en Ucrania. También afirmó que a finales de febrero de 2014 "todos los manifestantes pacíficos de Euromaidán habían dejado", y que con los manifestantes que quedan "las negociaciones con ellos serán en vano. Tienen que desarmar a los que resisten y matar a la gente destruida físicamente".